# Batis (animal)
Batis es un género de aves paseriformes perteneciente a la familia Platysteiridae. Sus miembros son nativos del África subsahariana. Fueron clasificados anteriormente como una subfamilia de los papamoscas del Viejo Mundo de la familia Muscicapidae.

## Especies
Se reconocen las siguientes especies:
- Batis diops – batis del Ruwenzori;
- Batis margaritae – batis de Boulton;
- Batis mixta – batis colicorto;
- Batis reichenowi – batis de Reichenow;
- Batis crypta – batis de Iringa;
- Batis capensis – batis de El Cabo;
- Batis fratrum – batis de Woodward;
- Batis molitor – batis molitor;
- Batis senegalensis – batis senegalés;
- Batis orientalis – batis oriental;
- Batis soror – batis pálido;
- Batis pririt – batis pririt;
- Batis minor – batis carinegro;
- Batis erlangeri – batis de Erlanger;
- Batis perkeo – batis pigmeo;
- Batis minulla – batis angoleño;
- Batis minima – batis de Verreaux;
- Batis ituriensis – batis del Ituri;
- Batis poensis – batis de Fernando Póo.